# Yvonne Ristie
Yvonne Ristie is een Nederlandse actrice. Ze speelde de rol van Naomi Dubois in de Vlaamse soapserie Wittekerke en Henny in Goede tijden, slechte tijden.